# Leucopholis pangiena
Leucopholis pangiena är en skalbaggsart som beskrevs av Brenske 1892. Leucopholis pangiena ingår i släktet Leucopholis och familjen Melolonthidae. Inga underarter finns listade i Catalogue of Life.